# Приозёрный (Волгоградская область)
Приозёрный — посёлок в Палласовском районе Волгоградской области, в составе Эльтонского сельского поселения. Посёлок расположен на юге Палласовского района, у пруда Новый, из которого берёт начало впадающая в озеро Эльтон река Малая Самарода. Озеро Эльтон расположено в 4 км северо-западнее посёлка, в 150 км южнее города Палласовка.
Население — 199 (2010)

## История
Основан как посёлок фермы № 2 совхоза «Эльтонский». В 1964 году населенному пункту, возникшему на базе фермы № 2 совхоза «Эльтонский» Эльтонского поселкового Совета, которому было присвоено наименование – посёлок Приозерный.

## Население
Динамика численности населения по годам:
| 1987 | 2002 |
| ---- | ---- |
| ≈330 | 267  |

| 2010 |
| ---- |
| 199  |